# Rock the Rebel / Metal the Devil
Rock the Rebel / Metal the Devil – drugi album duńskiego zespołu Volbeat, wydany w 2007.

## Lista utworów
1. "The Human Instrument"
2. "Mr. & Mrs."
3. "The Garden's Tale"
4. "Devil or the Blue Cat's Song"
5. "Sad Man's Tongue"
6. "River Queen"
7. "Radio Girl"
8. "A Moment Forever"
9. "Soulweeper #2"
10. "You or Them"
11. "Boa [JDM]"

## Skład
- Michael Poulsen - wokal, gitara
- Thomas Bredahl - gitara
- Anders Kjølholm - gitara basowa
- Jon Larsen - perkusja

Gościnnie
- Johan Olsen z Magtens Korridorer - wokal w "The Garden's Tale"
- Anders Pedersen - gitara hawajska w "The Human Instrument" i "Sad Man's Tongue"
- Ron Sinclair - banjo w "Sad Man's Tongue"
- Martin Paggaard Wolff - gitara akustyczna w "Sad Man's Tongue"
- Jacob Hansen - chórki w "River Queen" i "Soulweeper #2"